# Брач (музикален инструмент)
Вижте пояснителната страница за други значения на Брач.
Брач се нарича струнен музикален инструмент от сърбо-хърватски произход, който е с тяло във форма на прерязана круша и има дълга шийка. Има същата апликтура, като бисерницата, но звучи октава по ниско. Струните на инструмента брач се строят на d1. 
Влиза в състава на тамбурашкия оркестър, като солиращо мелодичен инструмент.